# Ambassa
Ambassa est une ville de l'État de Tripura dans le district de Dhalai en Inde, dont la population était de 6 052 habitants en 2001.